# Hady Khashaba
Hady Khashaba (Assiute, 19 de dezembro de 1972) é um ex-futebolista profissional egípcio, que atuava como meia. Jogou a Copa das Nações Africanas de 2004, e jogou toda sua carreira no Al-Ahly.

## Carreira

### Al-Ahly
Hady Khashaba se profissionalizou no Al-Ahly, em 1991. No clube atuou até 2006, fez mais de 350 partidas oficiais pelo clube.

## Seleção
Kashaba estrou pela Seleção Egipcia, em 1992.
Hady Khashaba integrou a Seleção Egípcia de Futebol na Copa das Confederações de 1999, no México.

## Títulos

### Internacional
Egito
- Copa das Nações Africanas: 1998

### Clube
Al-Ahly
Campeonato Egípcio de Futebol
- Campeão em 1994, 1995, 1996, 1997, 1998, 1999, 2000, 2005 et 2006

Copa do Egito de Futebol
- Vencedor em  1991, 1992, 1993, 1996, 2001, 2003, 2006

Supercopa do Egito
- Vencedor em 2003, 2005

Liga dos Campeões da CAF
- Vencedor em 2001, 2005 e 2006

Supercopa da CAF
- Vencedor em 2001, 2005 e 2006